# ブロニスワフ・ゲレメク
ブロニスワフ・ゲレメク（Bronisław Geremek、1932年3月6日 - 2008年7月13日）は、ポーランドの歴史学者、政治家。欧州中世史を専門とし、貧困、社会的排除を中心とする社会史研究で知られる（邦訳『憐れみと縛り首』ほか）。ポーランド科学アカデミー、欧州大学院大学ナトリン校、コレージュ・ド・フランスなどで教鞭を執った。チェコスロバキアの民主化運動「プラハの春」に対するワルシャワ条約機構軍の軍事介入を機に、ポーランド統一労働者党を離党。レフ・ヴァウェンサ（ワレサ）が率いる独立自主管理労働組合「連帯」の顧問を務め、円卓会議に参加。ポーランド民主化運動を牽引した。共産主義体制崩壊後、外相としてポーランドの北大西洋条約機構 (NATO) および欧州連合 (EU) 加盟に尽力し、欧州議会議員、欧州安全保障協力機構の議長を歴任した。

## 背景
ブロニスワフ・ゲレメクは1932年3月6日、ワルシャワに生まれた。父はオデッサ（ウクライナ）で小規模な商店を営む敬虔なユダヤ人家庭に生まれ、師範学校を卒業。ユダヤ人共同体の精神的指導者（ラビ）であった。母はルブリン（ポーランド）のイディッシュ語を話すユダヤ人共同体に育った。1940年、ゲレメクが8歳のとき、一家はワルシャワ・ゲットーに送り込まれた。父と兄は逃亡を企てたが、捕えられてベルゲン・ベルゼン強制収容所、次いでアウシュヴィッツ強制収容所に送られた。収容所に着いたときに衰弱しきっていた父はガス室に送られ、生還した兄はニューヨークに亡命した。ゲレメクは母とともにキリスト教徒に救い出され、農家にかくまわれて生き延びた。母は後にこのキリスト教徒と再婚し、ゲレメクもキリスト教団体の活動に参加したことがあったが、生涯にわたり断固として政教分離の立場を貫いた。「ポーランドのユダヤ人」という「相容れない2つのアイデンティティ」についてゲレメクは多くを語ろうとせず、亡くなる前年に、「いつか個人史を語ろうと思うが、今はまだ不可能だ」、「自分がなぜ生きているのかわからない。考えてみるが、答えが見つからない」と話していた。

## 歴史学 - 社会史
戦後、当時の多くの学生と同様に共産主義に傾倒し、1950年にポーランド統一労働者党に入党した。ワルシャワ大学に入学し、マリアン・マウォヴィスト教授の中世研究ゼミナールに参加した。「子どもの頃の記憶から解放されずに苦しんでいた」彼にとって、学問は「新たな人生の始まり、文字通り、過去との決別」であった。貧しい人々や社会の周辺に生きる人々に関心をもち、最初は14世紀のフランドルの都市における社会闘争、次いで中世のフランス社会の最下層民について研究した。1954年に学士号を取得した後、渡米し、国立学術文化研究機関スミソニアン協会に学び、さらにフランスの高等研究実習院とソルボンヌ大学に学んだ。高等研究実習院ではアナール学派の泰斗フェルナン・ブローデルに師事し、ジャック・ル・ゴフと交友を深めた。アナール学派の年報『アナール ― 経済・社会・文明』に論文や書評を発表し（「著書」参照）、博士論文「14～15世紀のパリの周辺に生きる人々」で博士号を取得した。ゲレメクが好んで引用するのは、英国の歴史家エリック・ホブズボームの「社会史以外に歴史は存在しない。なぜなら、社会には個人と集団、物質的生活と集団心理の絶えざる相互作用があるからだ」という言葉であり、また、「社会環境における人間の研究である社会史は歴史そのものであり、人間の問題に総合的に取り組むことである」と述べている。

## 研究・教育活動
ゲレメクはこの後、民主化運動に参加し、政治家として活躍するようになってからも、並行して研究活動を続け、『憐れみと縛り首 ― ヨーロッパ史のなかの貧民』（1989年）、『フランソワ・ヴィヨンの世界』（1990年）、『カインの息子たち ― 15～18世紀の欧州文学における貧者と浮浪者』（1992年）などを発表している。また、1990年に在ポーランド・フランス大使館でアナール学派のジョルジュ・デュビーと対談し、歴史研究の方法や課題、歴史家の使命などについて話し合った。この対談は『共通の情熱』としてフランス（1992年）およびポーランド（1995年）で出版された。
とりわけ、『憐れみと縛り首』は日本語をはじめとし多くの言語に翻訳された。中世には修道院が慈悲と施しの精神に基づいて救貧活動を担っており、清貧の思想に示されるように貧困は美徳ですらあったが、やがて都市が救貧行政を行うようになると、貧困は怠惰による悪徳であるとされ、貧者や浮浪者に対する抑圧・排除が始まった。最下層民は耳を削がれ、主人のものを盗んだ女性は生き埋めにされるなど、弾圧は過酷さを増し、1473年のパリ議会で、烙印から追放刑までの貧者や浮浪者に対する刑罰が体系化・制度化された。すなわち、憐みと施しの対象であった貧者が統治権力の排除と取締りの対象に変わったのであり、慈善と弾圧というこの貧民対策の二面性をゲレメクは「憐れみ」と「縛り首」という言葉で表現した。
博士号取得後、1962年から65年までソルボンヌ大学のポーランド文明センター主任を務め、帰国後はポーランド科学アカデミーの歴史研究所で教鞭を執った。1986年には、アナール学派を代表する歴史学者で、対独レジスタンス活動によりゲシュタポに銃殺されたマルク・ブロックに関する大規模な学術会議がソルボンヌ大学で開催され、招待を受けて講演を行う予定であったが、ポーランドの国内事情により渡航できず、「抵抗と希望のメッセージ」を送り、ジャック・ル・ゴフがこれを講演会で読み上げた。
さらに欧州大学院大学ブルッヘ校で教育活動に関わった後、1993年にナトリン校の設立に参加した。欧州大学院大学ナトリン校は後にブロニスワフ・ゲレメク・センターの協賛を得て、欧州文明・欧州史の優れた研究に対して与えられるブロニスワフ・ゲレメク賞を設立した。
また、1992年から93年にかけてコレージュ・ド・フランスで「社会史 ― 排除と連帯」と題する講座を担当した。

## ポーランド民主化運動
1968年、ゲレメクはポーランド統一労働者党を離党した。直接のきっかけは、一党支配の共産主義政権が一方で非スターリン化を進めながらも、同年にチェコスロバキアで起こった民主化運動「プラハの春」に対して、ソ連主導で東ドイツ、ハンガリー、ブルガリアとともに軍隊を派遣したためであった（チェコ事件）。もう一つの理由は、1967年の第三次中東戦争を機に、統一労働者党の主導で反ユダヤ主義（反シオニズム）運動が起こったことである。1970年代に、後に独立自主管理労働組合「連帯」の指導者として自由主義政権成立後に労働大臣を務めたヤツェク・クーロン、「連帯」の顧問で歴史学者のアダム・ミフニクを中心とし、ポーランド人民共和国に反対する労働者擁護委員会 (KOR) の知識人と接触を持つようになり、国公立大学を追われた教員が個人宅で引き続き講義を行うための非合法活動「移動大学」を組織した。さらにこうした地下活動を通じて、1980年8月にグダニスクのレーニン造船所で、レフ・ヴァウェンサ（ワレサ）が率いる労働者がストライキに突入したとき、ゲレメクは他の知識人らとともにこれを支持する文書を作成・発表した。統一労働者党の内情に通じていた彼は、以後、ヴァウェンサの顧問団に参加し、政府との交渉に尽力。8月31日に政府と労組の合意協定（グダニスク協定）が成立し、9月に独立自主管理労働組合「連帯」が結成された。ゲレメクはこれを、「解放の爆発によって突如、長年の沈黙が破られた」と表現した。だが、労働者が次々と要求を突き付ける一方で、共産主義政府はソ連の圧力を受けて強硬姿勢を示すようになった。1981年12月13日、統一労働者党第一書記ヴォイチェフ・ヤルゼルスキにより戒厳令が公布され、「連帯」が救国軍事会議によって非合法化され、指導者は逮捕された。ゲレメクも何度か逮捕され、通算2年半にわたって収監された。釈放後、ポーランド科学アカデミーを追放された彼は、私立大学で教える傍ら、アカデミーの図書館に通って研究を続けた。
1980年代後半にソ連共産党書記長ミハイル・ゴルバチョフがペレストロイカを提唱・推進したのを機に、ポーランドの反体制派知識人は再び民主化に向けた活動を活性化した。政府側は「連帯」を合法化し、「連帯」を中心とする反体制勢力との対話を開始することにした。ゲレメクは友人の政治家タデウシュ・マゾヴィエツキとともに「連帯」を代表して円卓会議に参加した。この結果、二院制議会、大統領制の導入、部分的自由選挙の実施、言論の自由の保障等に関する合意書が交わされ、次いで実施された総選挙により、他の東欧諸国に先駆けて共産主義体制が崩壊し、民主化が実現された（東欧革命）。ゲレメクはこのとき（ポーランド共和国）下院議員に選出された。1990年にマゾヴィエツキを中心として結成された民主連合に参加。引き続き1991年、1993年のポーランド議会選挙でワルシャワから選出された。

## 外相・欧州議会議員
アレクサンデル・クファシニェフスキ大統領政権下 (1995-2005)、1997年から2000年までイェジ・ブゼク内閣 (1997-2001) の外相を務め、特にポーランドの北大西洋条約機構 (NATO) および欧州連合 (EU) 加盟に尽力した。1998年、欧州安全保障協力機構 (OSCE) の議長に就任。カール大帝賞を受賞。2000年12月に外務省賓客として来日し、河野洋平外相と会談。早稲田大学から名誉博士号を授与された。
ポーランドの欧州連合加盟後の2004年に自由連合から欧州議会議員に選出された。さらに議長候補に推されたが、ゲレメクの得票208票に対してスペインのジョセップ・ボレルが388票の絶対多数を獲得した。
ポーランドでは1997年に、公職に就く者が1944年7月22日から1990年5月10日までの期間の国家保安機関における活動もしくは勤務またはそれらの機関と協力したか否かについて、国民記憶機構への声明の提出を義務づける「浄化法」が成立し、以後、その定義・対象が拡大され、とりわけ、2007年に成立した改正法（情報開示法）では約70万人を浄化対象者とし、新たに対象とされたジャーナリストや知識人を中心に厳しい批判と市民的不服従の動きが広がっていた。2007年、ゲレメクが情報開示法に基づく浄化声明の提出を重ねて拒否し、国家選挙委員会が声明の不提出は欧州議会議員の地位の喪失をもたらすという態度を示したために、欧州各国でゲレメクを支持する声が上がった。ハンス＝ゲルト・ペテリング欧州議会議長にゲレメクの地位喪失の通知を提出したポーランドのルドヴィク・ドルン下院議長は、「状況は私にとっては明らかだが、このように国際的な反響を呼んだ以上、すべて法に従って行われたことを誰にも疑われないような対応が必要である」とし、ペテリング議長と非公開の会談を行った。ゲレメクは、この情報開示法は「民主主義の欧州では受け入れ難い」、「現行のままでは道徳規則に違反し、言論・報道の自由、報道機関の独立性、大学の自治を脅かす」と説明した。ドイツのマルティン・シュルツ議員は、人権侵害国の欧州理事会での投票権の剥奪について定めたニース条約第6条・第7条に言及した。5月11日、ポーランドの憲法法廷は浄化法改正法をその大部分において違憲とした。
2006年、アンリ・リーベンの遺志を継いでスイス、ローザンヌ大学内欧州ジャン・モネ財団の代表に就任した。欧州ジャン・モネ財団は欧州統合の父ジャン・モネが設立した学術機関であり、モネをはじめとし欧州統合に尽力した人々の個人文書を管理している。

## 死去
2008年7月13日、ゲレメクはブリュッセルへの帰途、交通事故に遭い、不慮の死を遂げた。享年76歳。ジャック・ル・ゴフは、「ポーランドにとってはもちろんだが、フランスにとっても、知識人にとっても、あまりにも大きな損失である」とし、ジョゼ・マヌエル・ドゥラン・バローゾ欧州委員会委員長は、「将来の世代に、ブロニスワフ・ゲレメクを自由な精神、あらゆる抑圧からの解放の力強い象徴として想起してほしい」と語った。

## 受賞・栄誉
- 白鷲勲章（ポーランド語版） - ポーランドの最高勲章
- レオポルド2世勲章グランクロワ
- レジオンドヌール勲章オフィシエ
- 国家功労勲章 (フランス)
- 自由勲章 (ポルトガル)（ポルトガル語版） Wielki Oficer
- チリ功労勲章（スペイン語版） Gran Cruz
- ドイツ連邦共和国功労勲章大功労十字星章
- テッラ・マリアナ十字勲章1等 (エストニア)
- ハンガリー共和国功労勲章（ハンガリー語版）
- イタリア共和国功労勲章カヴァリエーレ・ディ・グラン・クローチェ
- 三ツ星勲章（ラトビア語版） (ラトビア)
- カール大帝賞 (1998年)
- ピエール・ラフュ賞 (1999年) - フランス語による歴史研究に与えられる賞
- 4つの自由賞 (言論・表現の自由) (2000年)
- フランス語圏大賞 (2002年)
- クラン＝モンタナ財団賞[14] (スイス)
- 名誉博士号：ヤギェウォ大学 (ポーランド)[15]、ストラスブール第2大学（フランス語版） (フランス)[16]、早稲田大学など23の大学[3]から名誉博士号を受けた。

## 著書・論文
- A.-L. Horoškevič, Le commerce de Novgorod avec l’Occident au Moyen-Âge, Paris, Armand Colin, 1964 - アナール学派の年報『アナール ― 経済・社会・文明』掲載のA.-L. Horoškevič著『中世におけるノヴゴロドと西欧の貿易』の書評[17][18]。
- Ludzie, towary, pienądze (人、物、金), avec Kazimierz Piesowicz, Varsovie, Wiedza Powszechna, 1968 - 共著。
- La Lutte contre le vagabondage à Paris aux XIV° et XV° siècles (14～15世紀のパリにおける浮浪者対策), Ed. scientifique italiane, 1970.
- Życie codzienne w Paryżu Franciszka Villona (フランソワ・ヴィヨンのパリでの日常生活), Varsovie, 1972
- Ludzie marginesu w średniowiecznym Paryżu: XIV–XV wiek (14～15世紀のパリの周辺に生きる人々), 1972, wyd. 2 uzupełnione: Poznańskie Towarzystwo Przyjaciół Nauk 2003 --- Les Marginaux parisiens aux XIV et XVe siècles, Annales. Économies, Sociétés, Civilisations. 32ᵉ année, N. 2, 1977, pp. 292-294; Flammarion, 1999 - 博士論文[19]。
- Criminalité, vagabondage, paupérisme : la marginalité à l'aube des temps modernes (犯罪、浮浪、貧困 ― 近世初期におけるマージナリティ), Revue d’Histoire Moderne et Contemporaine, 21-3, pp. 337-375, 1974[20].
- Truands et misérables dans l’Europe moderne 1350-1600, (欧州近世における乞食と貧民), Collection Archives (n° 84), Gallimard, 1980, (改訂新版) 2014.
- La notion d’Europe et la prise de conscience européenne au bas Moyen Âge (中世後期における欧州の概念と自覚), La Pologne au XVe Congrès International des Sciences Historiques à Bucarest. Etudes sur l’histoire de la culture de l’Europe centrale-orientale. Wroclaw, Warszawa, Krakow, Gdansk, 1980. pp. 70-93.
- L'image de l'autre: le marginal (他者のイメージ ― マージナル), XVIe Congrès international des sciences historiques, Rapports, I, Stuttgart, 1985.

- Hérésies médiévales et déracinement social (中世の異端と社会的排除), Horizons marins, itinéraires spirituels : Ve-XVIIIe siècles. 1, Mentalités et sociétés, Publications de la Sorbonne, 1987.
- Dictionnaire des sciences historiques (歴史学事典), publié sous la direction de André Burguière, Presses Universitaires de France, 1986 - 共著。
- La potence ou la pitié. L'Europe et les pauvres du moyen age à nos jours, Paris, Gallimard, 1987; Litość i szubienica: dzieje nędzy i miłosierdzia, Czytelnik 1989.
  - 『憐れみと縛り首 ― ヨーロッパ史のなかの貧民』早坂真理訳, 平凡社, 1993年。
- Świat „opery żebraczej”: obraz włóczęgów i nędzarzy w literaturach europejskich XV–XVII wieku (『ベガーズ・オペラ』の世界 ― 15～17世紀欧州文学における浮浪者と貧者のイメージ), Państwowy Instytut Wydawniczy 1989.
- Rok 1989 (1989年) – Bronisław Geremek opowiada, Jacek Żakowski pyta, red.: Maria Braunstein; Plejada, Dom Słowa Polskiego 1990 - 対談。
- Le monde de François Villon (フランソワ・ヴィヨンの世界), Rome ed. Laterza, 1990.
- Wspólne pasje (共通の情熱), wespół z Georges’em Dubym; rozmowę przeprowadził Philippe Sainteny; przeł. Elżbieta Teresa Sadowska; PWN 1995; Passions communes, avec Georges Duby, Seuil, 1992 - 1990年に在ポーランド・フランス大使館で行われたジョルジュ・デュビーとの対談。
- Les fils de Caïn : L'image des pauvres et des vagabonds dans la littérature européenne du XVe au XVIIe siècle (カインの息子たち ― 15～18世紀の欧州文学における貧者と浮浪者), Flammarion, 1992.
- Histoire sociale: exclusions et solidarité (社会史 ― 排除と連帯). Leçon inaugurale faite le vendredi 8 janvier 1993, Paris Collège de France - コレージュ・ド・フランスでの講義。

- Le marginal (マージナル), L'Homme médiéval (中世人), Seuil, 1994 - 共著、ジャック・ル・ゴフ編纂。
- Szansa i zagrożenie. Polityka i dyplomacja w rodzinnej Europiem (機会と脅威 ― 欧州政治外交), Studio EMKA 2004.
- Regards sur la France. Trente spécialistes internationaux dressent le bilan de santé de l’Hexagone (フランスへのまなざし ― 世界の専門家30人が作成したフランスの健康診断書), Seuil, 2007[21].
- (翻訳) Fernand Braudel, Historia i trwanie (seria „Nowy Sympozjon”; przedmową opatrzyli Bronisław Geremek i Witold Kula; Czytelnik 1971, 1999 - フェルナン・ブローデルの著書。

## 参考資料
- Véronique Soulé, Mémoires de Geremek (2008) - Libération
- Daniel Vernet, Bronislaw Geremek : la mort d'un grand Européen (2008) - Le Monde
- Elżbieta Kaczyńska, Bronislaw Geremek (1932-2008), traduction de Claude Gauthier, Crime, Histoire & Sociétés / Crime, History & Societies, Vol. 13, n°1, pp. 165–167.
- Bronislaw Geremek (1932-2008) (2013) - Toute l'Europe